# Reinhard von Cottbus
Reinhard von Cottbus (auch Reinhart von Cottbus, gestorben wahrscheinlich zwischen 1448 und 1452) war Herr von Cottbus (1431–1445), Landvogt von Sternberg (1447–1448/52) und Vogt von Peitz (1448–1448/52).

## Leben
Reinhard war ein Sohn von Johann III. von Cottbus. Mit seinem Bruder Leuter (Luther) raubte er 1420 Kaufleute aus Köln aus. 1431 übernahmen beide je zur Hälfte die Stadt und Herrschaft Cottbus.
Als 1441 beiden erneut Schadensforderungen der Kölner Kaufleute erhoben wurden, begaben sie sich unter den Schutz von Kurfürst Friedrich II.von Brandenburg.
Reinhard verkaufte seinen Anteil 1445 für 5500 Schock böhmische Groschen an Friedrich II.  1447 wurde er dafür zum Landvogt von Sternberg ernannt und erhielt das Schloss Zantoch.
1448 wurde er mit der Vogtei Peitz auf Lebenszeit belehnt. 
Danach erschien er nicht mehr in schriftlichen Zeugnissen. Da seine Frau Margarete Anfang 1453 ein Leibgedinge auf Schloss und Stadt Peitz vom Kurfürsten erhielt, war Reinhard wahrscheinlich kurz zuvor gestorben.
Er ist wahrscheinlich nicht identisch mit Reinhard von Cottbus, der 1469 die Standesherrschaft Lieberose erhielt und 1475 ohne männliche Erben starb.